# كريستوفر وود
كريستوفر وود (23 يوليو 1934 - 28 يونيو 2006) (بالإنجليزية: Christopher Wood)‏ هو لاعب كريكت بريطاني.